# Partecipanti al Festival di Sanremo
In questa voce sono elencati tutti gli artisti musicali che hanno partecipato in gara al Festival di Sanremo fino al 2025, suddivisi per numero di partecipazioni.

## Legenda
| Grassetto | Anno in cui l'artista ha vinto | NP | Categoria Nuove Proposte |
| EM        | Categoria Emergenti            |    |                          |

## Elenco per partecipazioni

### 15 partecipazioni
| Artista          | Edizioni                                                                                      | Note |
| ---------------- | --------------------------------------------------------------------------------------------- | --- |
| Peppino di Capri | 1967, 1971, 1973, 1976, 1980, 1985, 1987, 1988, 1989, 1990, 1992¹, 1993, 1995², 2001, 2005    | ¹ In coppia con Pietra Montecorvino ² Come membro del Trio Melody                                          |
| Milva            | 1961, 1962, 1963, 1964, 1965, 1966, 1967, 1968, 1969, 1972, 1973, 1974, 1990, 1993, 2007      | |
| Toto Cutugno     | 1976¹, 1977¹, 1980, 1983, 1984, 1986, 1987, 1988, 1989, 1990, 1995, 1997, 2005², 2008, 2010   | ¹ Come membro degli Albatros ² In coppia con Annalisa Minetti                                              |
| Al Bano          | 1968, 1971, 1974, 1982¹, 1984¹, 1987¹, 1989¹, 1991¹, 1996, 1997, 1999, 2007, 2009, 2011, 2017 | ¹ In coppia con Romina Power. Con Anna Oxa è l'unico artista ad aver partecipato in 6 decenni consecutivi. |
| Anna Oxa         | 1978, 1982, 1984, 1985, 1986, 1988, 1989¹, 1990, 1997, 1999, 2001, 2003, 2006, 2011, 2023     | ¹ In coppia con Fausto Leali. Con Al Bano è l'unica artista ad aver partecipato in 6 decenni consecutivi.  |

### 13 partecipazioni
| Artista          | Edizioni                                                                       | Note                                                 |
| ---------------- | ------------------------------------------------------------------------------ | ---------------------------------------------------- |
| Claudio Villa    | 1955, 1957, 1958, 1959, 1961, 1962, 1963, 1964, 1966, 1967, 1969, 1970, 1982   |                                                      |
| Fausto Leali     | 1968, 1969, 1970, 1972, 1973, 1987, 1988, 1989¹, 1992, 1997, 2002², 2003, 2009 | ¹ In coppia con Anna Oxa ² In coppia con Luisa Corna |
| Michele Zarrillo | 1981, 1982, 1987NP, 1988, 1992, 1994, 1996, 2001, 2002, 2006, 2008, 2017, 2020 |                                                      |
| Ricchi e Poveri  | 1970, 1971, 1972, 1973, 1976, 1981, 1985, 1987, 1988, 1989, 1990, 1992, 2024   |                                                      |

### 12 partecipazioni
| Artista            | Edizioni                                                                           | Note                                                       |
| ------------------ | ---------------------------------------------------------------------------------- | ---------------------------------------------------------- |
| Gigliola Cinquetti | 1964, 1965, 1966, 1968, 1969, 1970, 1971, 1972, 1973, 1985, 1989, 1995             |                                                            |
| Bobby Solo         | 1964, 1965, 1966, 1967, 1969, 1970, 1972, 1980, 1981, 1982, 1984, 2003¹            | ¹ In coppia con Little Tony                                |
| Matia Bazar        | 1977, 1978, 1983, 1985, 1988, 1992, 1993, 2000, 2001, 2002, 2005, 2012             |                                                            |
| Orietta Berti      | 1966, 1967, 1968, 1969, 1970, 1974, 1976, 1981, 1982, 1986, 1992¹, 2021            | ¹ In coppia con Giorgio Faletti                            |
| Franco Gatti       | 19701, 19711, 19721, 19731, 19761, 19811, 19851, 19871, 19881, 19891, 19901, 19921 | ¹ Come membro dei Ricchi e Poveri                          |
| Loredana Bertè     | 1986, 1988, 1991, 19931, 1994, 1995, 1997, 2002, 2008, 20122, 2019, 2024           | ¹ In coppia con Mia Martini ² In coppia con Gigi D'Alessio |

### 11 partecipazioni
| Artista            | Edizioni                                                                 | Note                                                                                               |
| ------------------ | ------------------------------------------------------------------------ | -------------------------------------------------------------------------------------------------- |
| Domenico Modugno   | 1958, 1959, 1960, 1962, 1964, 1966, 1967, 1968, 1971, 1972, 1974         | |
| Antonella Ruggiero | 1977¹, 1978¹, 1983¹, 1985¹, 1988¹, 1998, 1999, 2003, 2005, 2007, 2014    | ¹ Come membro dei Matia Bazar                                                                      |
| Enrico Ruggeri     | 1980¹, 1984, 1986, 1987², 1993, 1996, 2002, 2003³, 2010, 2016, 2018¹     | ¹ Come membro dei Decibel ² In trio con Gianni Morandi e Umberto Tozzi ³ In coppia con Andrea Mirò |
| Paola Turci        | 1986NP, 1987NP, 1988NP, 1989EM, 1990, 1993, 1996, 1998, 2001, 2017, 2019 | |
| Iva Zanicchi       | 1965, 1966, 1967, 1968, 1969, 1970, 1974, 1984, 2003, 2009, 2022         | |

### 10 partecipazioni
| Artista         | Edizioni                                                         | Note                                          |
| --------------- | ---------------------------------------------------------------- | --------------------------------------------- |
| Pino Donaggio   | 1961, 1963, 1964, 1965, 1966, 1967, 1968, 1970, 1971, 1972       |                                               |
| Little Tony     | 1961, 1964, 1967, 1968, 1969, 1970, 1971, 1974, 2003¹, 2008      | ¹ In coppia con Bobby Solo                    |
| Patty Pravo     | 1970, 1984, 1987, 1995, 1997, 2002, 2009, 2011, 2016, 2019¹      | ¹ In coppia con Briga                         |
| Francesco Renga | 1991NP¹, 2001NP, 2002, 2005, 2009, 2012, 2014, 2019, 2021, 2024² | ¹ Come membro dei Timoria ² In coppia con Nek |

### 9 partecipazioni
| Artista         | Edizioni                                                     | Note                                                |
| --------------- | ------------------------------------------------------------ | --------------------------------------------------- |
| Sergio Endrigo  | 1966, 1967, 1968, 1969, 1970, 1971, 1973, 1976, 1986         |                                                     |
| Carlo Marrale   | 1973¹, 1977², 1978², 1983², 1985², 1988², 1992², 1993², 1994 | ¹ Come membro dei Jet ² Come membro dei Matia Bazar |
| Fiordaliso      | 1982, 1983, 1984, 1985, 1986, 1988, 1989, 1991, 2002         |                                                     |
| Johnny Dorelli  | 1958, 1959, 1960, 1962, 1963, 1967, 1968, 1969, 2007         |                                                     |
| Piero Cassano   | 1973¹, 1977², 1978², 1982, 2000², 2001², 2002², 2005², 2012² | ¹ Come membro dei Jet ² Come membro dei Matia Bazar |
| Luca Barbarossa | 1981, 1986, 1987, 1988, 1992, 1996, 2003, 2011¹, 2018        | ¹ In coppia con Raquel del Rosario                  |
| Riccardo Fogli  | 1974, 1982, 1985, 1989, 1990, 1991, 1992, 1996, 2018¹        | ¹ In coppia con Roby Facchinetti                    |
| Marco Masini    | 1990NP, 1991, 2000, 2004, 2005, 2009, 2015, 2017, 2020       |                                                     |
| Marcella Bella  | 1972, 1981, 1986, 1987, 1988, 1990¹, 2005, 2007¹, 2025       | ¹ In duetto con Gianni Bella                        |

### 8 partecipazioni
| Artista          | Edizioni                                              | Note                                                                                              |
| ---------------- | ----------------------------------------------------- | ------------------------------------------------------------------------------------------------- |
| Gino Latilla     | 1952, 1953, 1954, 1957, 1958, 1959, 1960, 1961        |                                                                                                   |
| Tonina Torrielli | 1956, 1957, 1958, 1959, 1960, 1961, 1962, 1963        |                                                                                                   |
| Drupi            | 1973, 1976, 1982, 1984, 1985, 1988, 1992, 1995        |                                                                                                   |
| Mariella Nava    | 1987NP, 1988NP, 1991, 1992, 1994, 1999, 2000¹, 2002   | ¹ In duetto con Amedeo Minghi                                                                     |
| Amedeo Minghi    | 1983, 1990¹, 1991, 1993, 1996, 2000², 2003, 2008      | ¹ In duetto con Mietta ² In duetto con Mariella Nava                                              |
| Mietta           | 1988NP, 1989NP, 1990¹, 1991, 1993², 2000, 2004³, 2008 | ¹ In duetto con Amedeo Minghi ² In duetto con i Ragazzi di Via Meda ³ In duetto con Morris Albert |
| Ornella Vanoni   | 1965, 1966, 1967, 1968, 1970, 1989, 1999¹, 2018²      | ¹ In duetto con Enzo Gragnaniello ² In trio con Bungaro e Pacifico                                |
| Ron              | 1970¹, 1988, 1996², 1998, 2006, 2014, 2017, 2018      | ¹ Con il nome di Rosalino Cellamare ² Con la partecipazione non accreditata di Tosca              |
| Anna Tatangelo   | 2002NP, 2003¹, 2005, 2006, 2008, 2011, 2015, 2019     | ¹ In duetto con Federico Stragà                                                                   |
| Noemi            | 2010, 2012, 2014, 2016, 2018, 2021, 2022, 2025        |                                                                                                   |
| Massimo Ranieri  | 1968, 1969, 1988, 1992, 1995, 1997, 2022, 2025        |                                                                                                   |

### 7 partecipazioni
| Artista           | Edizioni                                      | Note                                                                      |
| ----------------- | --------------------------------------------- | ------------------------------------------------------------------------- |
| Achille Togliani  | 1951, 1952, 1953, 1954, 1959, 1960, 1962      |                                                                           |
| Nicola Di Bari    | 1965, 1966, 1967, 1970, 1971, 1972, 1974      |                                                                           |
| Nilla Pizzi       | 1951, 1952, 1953, 1958, 1959, 1960, 1994¹     | ¹ Come membro della Squadra Italia                                        |
| Rosanna Fratello  | 1969, 1970, 1971, 1974, 1975, 1976, 1994¹     | ¹ Come membro della Squadra Italia                                        |
| New Trolls        | 1969, 1971, 1985, 1988, 1992, 1996¹, 1997²    | ¹ In duetto con Umberto Bindi ² In duetto con Greta                       |
| Mino Reitano      | 1967, 1969, 1974, 1988, 1990, 1992, 2002      |                                                                           |
| Mango             | 1985NP, 1986, 1987, 1990, 1995, 1998¹, 2007   | ¹ In duetto con Zenîma                                                    |
| Nada              | 1969, 1970, 1971, 1972, 1987, 1999, 2007      |                                                                           |
| Arisa             | 2009NP, 2010¹, 2012, 2014, 2016, 2019, 2021   | ¹ Con la partecipazione non accreditata delle Sorelle Marinetti           |
| Fabrizio Moro     | 2000NP, 2007NP, 2008, 2010, 2017, 2018¹, 2022 | ¹ In duetto con Ermal Meta                                                |
| Gianni Morandi    | 1972, 1980, 1983, 1987¹, 1995², 2000, 2022    | ¹ In trio con Enrico Ruggeri e Umberto Tozzi ² In duetto con Barbara Cola |
| Gianluca Grignani | 1995NP, 1999, 2002, 2006, 2008, 2015, 2023    |                                                                           |

### 6 partecipazioni
| Artista           | Edizioni                                    | Note |
| ----------------- | ------------------------------------------- | --- |
| Carla Boni        | 1953, 1954, 1957, 1958, 1961, 1962          | |
| Giorgio Consolini | 1953, 1954, 1957, 1958, 1960, 1962          | |
| Flo Sandon's      | 1953, 1954, 1957, 1960, 1962, 1963          | |
| Aurelio Fierro    | 1958, 1959, 1961, 1962, 1963, 1964          | |
| Betty Curtis      | 1959, 1960, 1961, 1962, 1965, 1967          | |
| Tony Renis        | 1961, 1962, 1963, 1964, 1968, 1970          | |
| Anna Identici     | 1966, 1968, 1970, 1971, 1972, 1973          | |
| Antoine           | 1967, 1968, 1969, 1970, 1971, 1979          | |
| Dori Ghezzi       | 1970, 1973¹, 1976¹, 1983, 1987, 1989        | ¹ In duetto con Wess |
| Caterina Caselli  | 1966, 1967, 1969, 1970, 1971, 1990          | |
| Christian         | 1982, 1983, 1984, 1985, 1987, 1990          | |
| Romina Power      | 1976, 1982¹, 1984¹, 1987¹, 1989¹, 1991¹     | ¹ In duetto con Al Bano |
| Flavia Fortunato  | 1983, 1984NP, 1986, 1987, 1988, 1992¹       | ¹ In duetto con Franco Fasano |
| Peppino Gagliardi | 1965, 1966, 1968, 1972, 1973, 1993          | |
| Gianni Nazzaro    | 1970, 1971, 1972, 1974, 1983, 1994¹         | ¹ Come membro della Squadra Italia |
| Wilma Goich       | 1965, 1966, 1967, 1968, 1969, 1994¹         | ¹ Come membro della Squadra Italia |
| Pupo              | 1980, 1983, 1984, 1992¹, 2009², 2010³       | ¹ Come Enzo Ghinazzi ² In trio con Paolo Belli e Youssou N'Dour ³ In trio con Emanuele Filiberto e Luca Canonici |
| Daniele Silvestri | 1995NP, 1999, 2002, 2007, 2013, 2019¹       | ¹ Con la partecipazione non accreditata di Rancore |
| Nino D'Angelo     | 1986, 1999, 2002, 2003, 2010¹, 2019²        | ¹ In duetto con Maria Nazionale ² In duetto con Livio Cori |
| Ermal Meta        | 2006NP¹, 2010NP², 2016NP, 2017, 2018³, 2021 | ¹ Come membro degli Ameba 4 ² Come membro de La Fame di Camilla ³ In duetto con Fabrizio Moro |
| Max Gazzè         | 1999NP, 2000, 2008, 2013, 2018, 2021¹       | ¹ Accreditato solo nella prima serata come Max Gazzè e La Trifluoperazina Monstery Band |
| Annalisa          | 2013, 2015, 2016, 2018, 2021, 2024          | |
| Fiorella Mannoia  | 1981, 1984, 1987, 1988, 2017, 2024          | |
| Giorgia           | 1994NP, 1995, 1996, 2001, 2023, 2025        | |
| Irama             | 2016NP, 2019, 2021¹, 2022, 2024, 2025       | ¹ Nel 2021, a causa della positività del tampone di due membri del suo staff al COVID-19, non si è potuto esibire sul palco per via della conseguente quarantena. Al suo posto, nel corso delle serate in cui era prevista la sua esibizione è stata trasmessa la registrazione video delle prove generali, effettuata il 1º marzo. |
| Simone Cristicchi | 2006NP, 2007, 2010, 2013, 2019, 2025        | |

### 5 partecipazioni
| Artista              | Edizioni                             | Note                                                                 |
| -------------------- | ------------------------------------ | -------------------------------------------------------------------- |
| Duo Fasano           | 1951, 1952, 1954, 1957, 1958         |                                                                      |
| Natalino Otto        | 1954, 1955, 1957, 1958, 1959         |                                                                      |
| Jula de Palma        | 1955, 1957, 1959, 1960, 1961         |                                                                      |
| Arturo Testa         | 1959, 1960, 1961, 1962, 1963         |                                                                      |
| Wilma De Angelis     | 1959, 1960, 1961, 1962, 1963         |                                                                      |
| Fausto Cigliano      | 1959, 1960, 1961, 1962, 1964         |                                                                      |
| Adriano Celentano    | 1961, 1966, 1968, 1970, 1971         |                                                                      |
| Eduardo De Crescenzo | 1981, 1985, 1987, 1989, 1991         |                                                                      |
| I Camaleonti         | 1970, 1973, 1976, 1979, 1993¹        | ¹ In trio con i Dik Dik e Maurizio Vandelli                          |
| Mia Martini          | 1982, 1989, 1990, 1992, 1993¹        | ¹ In duetto con Loredana Bertè                                       |
| Rossana Casale       | 1986, 1987, 1989, 1991, 1993¹        | ¹ In duetto con Grazia Di Michele                                    |
| Marco Armani         | 1983, 1984NP, 1985, 1986, 1994       |                                                                      |
| Aleandro Baldi       | 1986NP, 1989EM, 1992NP¹, 1994, 1996² | ¹ In duetto con Francesca Alotta ² In duetto con Marco Guerzoni      |
| Gino Paoli           | 1961, 1964, 1966, 1989, 2002         |                                                                      |
| Andrea Mingardi      | 1992NP¹, 1993, 1994, 1998, 2004²     | ¹ In duetto con Alessandro Bono ² Insieme con la Blues Brothers Band |
| Ivana Spagna         | 1995, 1996, 1998, 2000, 2006         |                                                                      |
| Gianni Bella         | 1981, 1990¹, 1991, 2001, 2007¹       | ¹ In duetto con Marcella Bella                                       |
| Paolo Meneguzzi      | 2001NP, 2004, 2005, 2007, 2008       |                                                                      |
| Lucio Dalla          | 1966, 1967, 1971, 1972, 2012¹        | ¹ In duetto con Pierdavide Carone                                    |
| Marina Occhiena      | 1970¹, 1971¹, 1972¹, 1973¹, 1976¹    | ¹ Come membro dei Ricchi e Poveri                                    |
| Silvia Mezzanotte    | 1990NP, 2000¹, 2001¹, 2002¹, 2012¹   | ¹ Come membro dei Matia Bazar                                        |
| Alex Britti          | 1999NP, 2001, 2003, 2006, 2015       |                                                                      |
| Dolcenera            | 2003NP, 2006, 2009, 2012, 2016       |                                                                      |
| Stadio               | 1984, 1986, 1999, 2007, 2016         |                                                                      |
| Gigi D'Alessio       | 2000, 2001, 2005, 2012¹, 2017        | ¹ In coppia con Loredana Bertè                                       |
| Irene Grandi         | 1994NP, 2000, 2010, 2015, 2020       |                                                                      |
| Tosca                | 1992NP, 1996¹, 1997, 2007, 2020      | ¹ Non accreditata, in duetto con Ron                                 |
| Malika Ayane         | 2009NP, 2010, 2013, 2015, 2021       |                                                                      |
| Francesco Sarcina    | 2005¹, 2014, 2018¹, 2020¹, 2022¹     | ¹ Come membro de Le Vibrazioni                                       |
| Donatella Rettore    | 1974, 1977, 1986¹, 1994¹, 2022¹,²    | ¹ Con l'appellativo "Rettore" ² In duetto con Ditonellapiaga         |
| Nek                  | 1993NP, 1997, 2015, 2019, 2024¹      | ¹ In coppia con Francesco Renga                                      |
| Modà                 | 2005NP, 2011¹, 2013, 2023, 2025      | ¹ In duetto con Emma                                                 |

### 4 partecipazioni
| Artista                | Edizioni                      | Note |
| ---------------------- | ----------------------------- | --- |
| Teddy Reno             | 1953, 1959, 1960, 1961        | |
| Gloria Christian       | 1957, 1958, 1960, 1962        | |
| Joe Sentieri           | 1960, 1961, 1962, 1963        | |
| Sergio Bruni           | 1960, 1961, 1962, 1963        | |
| Cocky Mazzetti         | 1961, 1962, 1963, 1964        | |
| Gene Pitney            | 1964, 1965, 1966, 1967        | |
| Giorgio Gaber          | 1961, 1964, 1966, 1967        | |
| Remo Germani           | 1964, 1965¹, 1966, 1967       | ¹ Insieme con Le Amiche |
| Luciano Tajoli         | 1961, 1962, 1963, 1970        | |
| Tony Del Monaco        | 1967, 1968, 1969, 1970        | |
| Carmen Villani         | 1967, 1969, 1970, 1971        | |
| Checco Marsella        | 1967¹, 1968¹, 1969², 1971¹    | ¹ Come membro de I Giganti ² Con lo pseudonimo di Checco |
| Mino Di Martino        | 1967¹, 1968¹, 1970², 1971¹    | ¹ Come membro de I Giganti ² Come membro de Il Supergruppo |
| Donatello              | 1970, 1971, 1972, 1973        | |
| Lara Saint Paul        | 1962¹, 1968, 1972, 1973       | ¹ Con lo pseudonimo di Tanya |
| Leano Morelli          | 1976, 1977, 1980, 1981        | |
| Mal                    | 1969, 1970, 1971, 1982        | |
| Collage                | 1977, 1979, 1981, 1984NP      | |
| Marisa Sannia          | 1968, 1970, 1971, 1984        | |
| Zucchero Fornaciari    | 1982, 1983, 1985¹, 1986       | ¹ Insieme con la Randy Jackson Band |
| Fred Bongusto          | 1965, 1967, 1986, 1989        | |
| Lena Biolcati          | 1985NP, 1986NP, 1987, 1990    | |
| Franco Fasano          | 1981, 1989NP, 1990NP, 1992¹   | ¹ In duetto con Flavia Fortunato |
| Dik Dik                | 1969, 1970, 1971, 1993¹       | ¹ In trio con i Camaleonti e Maurizio Vandelli |
| Nino Buonocore         | 1983, 1987, 1988, 1993        | |
| Pietruccio Montalbetti | 1969¹, 1970², 1971¹, 1993¹³   | ¹ Come membro dei Dik Dik ² Come membro de Il Supergruppo ³ In trio con I Camaleonti e Maurizio Vandelli |
| Francesco Salvi        | 1989, 1990, 1993, 1994        | |
| Jimmy Fontana          | 1961, 1967, 1982, 1994¹       | ¹ Come membro della Squadra Italia |
| Enzo Jannacci          | 1989, 1991, 1994¹, 1998       | ¹ In duetto con Paolo Rossi |
| Andrea Mirò            | 1987NP, 1988NP, 2000NP, 2003¹ | ¹ In coppia con Enrico Ruggeri |
| Silvia Salemi          | 1996NP, 1997, 1998, 2003      | |
| Syria                  | 1996NP, 1997, 2001, 2003      | |
| Marina Rei             | 1996NP, 1997, 1999, 2005      | |
| Umberto Tozzi          | 1987¹, 1991, 2000, 2005       | ¹ In trio con Gianni Morandi e Enrico Ruggeri |
| Mario Venuti           | 1988¹, 2004, 2006², 2008      | ¹ Come membro dei Denovo ² In coppia con gli Arancia Sonora |
| Alexia                 | 2002, 2003, 2005, 2009¹       | ¹ In duetto con Mario Lavezzi |
| Cristiano De André     | 1985NP, 1993, 2003, 2014      | |
| Grazia Di Michele      | 1990, 1991, 1993¹, 2015²      | ¹ In duetto con Rossana Casale ² In duetto con Mauro Coruzzi |
| Raf                    | 1988, 1989, 1991, 2015        | |
| Irene Fornaciari       | 2009NP, 2010¹, 2012, 2016     | ¹ Insieme con i Nomadi |
| Bungaro                | 1988NP , 1991NP¹, 2004, 2018² | ¹ In trio con Marco Conidi e Rosario Di Bella ² In trio con Ornella Vanoni e Pacifico |
| Elio e le Storie Tese  | 1996, 2013, 2016, 2018        | |
| Nina Zilli             | 2010NP, 2012, 2015, 2018      | |
| Raphael Gualazzi       | 2011NP, 2013, 2014¹, 2020     | ¹ In duetto con The Bloody Beetroots |
| Rita Pavone            | 1969, 1970, 1972, 2020        | |
| Giusy Ferreri          | 2011, 2014, 2017, 2022        | |
| Le Vibrazioni          | 2005, 2018, 2020¹, 2022       | ¹Con la partecipazione non accreditata dell'interprete LIS Mauro Iandolo |
| Paola & Chiara         | 1997NP, 1998, 2005, 2023      | |
| Diodato                | 2014NP, 2018¹, 2020, 2024     | ¹ In duetto con Roy Paci |
| Emma Marrone           | 2011¹, 2012, 2022, 2024       | ¹ In duetto con i Modà |
| Mahmood                | 2016NP, 2019¹, 2022², 2024    | ¹ Accede direttamente al Festival di Sanremo nella categoria principale in seguito alla vittoria a Sanremo Giovani 2018 ² In duetto con Blanco. Con la partecipazione non accreditata del pianista Michelangelo |
| Francesco Gabbani      | 2016NP, 2017, 2020, 2025      | |
| Achille Lauro          | 2019¹, 2020¹, 2022², 2025     | ¹ Con la partecipazione non accreditata di Boss Doms ² In coppia con l'Harlem Gospel Choir |
| Elodie                 | 2017, 2020, 2023, 2025        | |

### 3 partecipazioni
| Artista               | Edizioni               | Note                                                                                        |
| --------------------- | ---------------------- | ------------------------------------------------------------------------------------------- |
| Gianni Ravera         | 1954, 1955, 1957       |                                                                                             |
| Miranda Martino       | 1959, 1960, 1961       |                                                                                             |
| Aura D'Angelo         | 1961, 1962, 1963       |                                                                                             |
| Emilio Pericoli       | 1962, 1963, 1964       |                                                                                             |
| Tony Dallara          | 1960, 1961, 1964       |                                                                                             |
| Edoardo Vianello      | 1961, 1966, 1967       |                                                                                             |
| Les Surfs             | 1965, 1966, 1967       |                                                                                             |
| Robertino             | 1964, 1965, 1969       |                                                                                             |
| The Rokes             | 1967, 1968, 1969       |                                                                                             |
| Don Backy             | 1967, 1969, 1971       |                                                                                             |
| I Giganti             | 1967, 1968, 1971       |                                                                                             |
| Nino Ferrer           | 1968, 1970, 1971       |                                                                                             |
| Victor Sogliani       | 1966¹, 1970², 1971¹    | ¹ Come membro degli Equipe 84 ² Come membro de Il Supergruppo                               |
| Memo Remigi           | 1967, 1969, 1973       |                                                                                             |
| Piero Focaccia        | 1964, 1971, 1974       |                                                                                             |
| Santino Rocchetti     | 1976, 1977, 1978       |                                                                                             |
| Linda Lee             | 1976¹, 1978¹, 1980     | ¹ Come membro dei Daniel Sentacruz Ensemble                                                 |
| Gli Opera             | 1976, 1979, 1981       |                                                                                             |
| Umberto Napolitano    | 1977, 1979, 1981       |                                                                                             |
| Riccardo Del Turco    | 1969, 1982, 1984       |                                                                                             |
| Rodolfo Banchelli     | 1979¹, 1984NP, 1985NP  | ¹ Come membro degli Ayx                                                                     |
| Eros Ramazzotti       | 1984NP, 1985, 1986     |                                                                                             |
| Mario Castelnuovo     | 1982, 1984, 1987       |                                                                                             |
| Giorgia Fiorio        | 1983, 1984NP, 1988NP   |                                                                                             |
| Future                | 1987NP, 1988NP, 1990NP |                                                                                             |
| Sandro Giacobbe       | 1976, 1983, 1990       |                                                                                             |
| Stefania La Fauci     | 1988NP, 1989NP, 1991NP |                                                                                             |
| Aida Satta Flores     | 1986NP, 1989NP, 1992NP |                                                                                             |
| Paolo Mengoli         | 1970, 1971, 1992       |                                                                                             |
| Scialpi               | 1986, 1987, 1992       |                                                                                             |
| Ladri di Biciclette   | 1989NP, 1991, 1993¹    | ¹ In duetto con Tony Esposito                                                               |
| Maurizio Vandelli     | 1966¹, 1971¹, 1993²    | ¹ Come membro degli Equipe 84 ² In trio con i Camaleonti e i Dik Dik                        |
| Schola Cantorum       | 1978, 1986NP¹, 1993    | ¹ Con il nome Nova Schola Cantorum                                                          |
| Tony Esposito         | 1987, 1990¹, 1993²     | ¹ In duetto con Eugenio Bennato ² In duetto con Ladri di Biciclette                         |
| Tullio De Piscopo     | 1988, 1989, 1993       |                                                                                             |
| Alessandro Bono       | 1987NP, 1992NP¹, 1994  | ¹ In duetto con Andrea Mingardi                                                             |
| Alessandro Canino     | 1992NP, 1993, 1994     |                                                                                             |
| Formula 3             | 1971, 1992, 1994       |                                                                                             |
| Giuseppe Cionfoli     | 1982, 1983, 1994¹      | ¹ Come membro della Squadra Italia                                                          |
| Wess                  | 1973¹, 1976¹, 1994²    | ¹ In duetto con Dori Ghezzi ² Come membro della Squadra Italia                              |
| Giorgio Faletti       | 1992¹, 1994, 1995      | ¹ In duetto con Orietta Berti                                                               |
| Paolo Vallesi         | 1991NP, 1992, 1996     |                                                                                             |
| Sergio Caputo         | 1987, 1989, 1998       |                                                                                             |
| Danilo Amerio         | 1993¹, 1994NP, 1995    | ¹ Come membro de Ragazzi di Via Meda                                                        |
| Gatto Panceri         | 1986NP, 1992NP, 1999   |                                                                                             |
| Massimo Di Cataldo    | 1995NP, 1996, 1999     |                                                                                             |
| Alice                 | 1972¹, 1981, 2000      | ¹ Con il suo vero nome Carla Bissi                                                          |
| Carmen Consoli        | 1996NP, 1997, 2000     |                                                                                             |
| Gerardina Trovato     | 1993NP, 1994, 2000     |                                                                                             |
| Franco Califano       | 1988, 1994, 2005       |                                                                                             |
| Gigi Finizio          | 1995NP, 1996, 2006¹    | ¹ Con i Ragazzi di Scampia                                                                  |
| Francesco Facchinetti | 2004, 2005¹, 2007²     | ¹ Come membro della Dj Francesco Band ² Insieme con Roby Facchinetti                        |
| Velvet                | 2001NP, 2005, 2007     |                                                                                             |
| Giò Di Tonno          | 1994NP, 1995, 2008¹    | ¹ In coppia con Lola Ponce                                                                  |
| Nicky Nicolai         | 2005¹, 2006, 2009²     | ¹ Insieme con Stefano Di Battista Jazz Quartet ² In duetto con Stefano Di Battista          |
| Paolo Belli           | 1989NP¹, 1991¹, 2009²  | ¹ Come membro dei Ladri di Biciclette ² In trio con Youssou N'Dour e Pupo                   |
| Nomadi                | 1971, 2006, 2010¹      | ¹ In duetto con Irene Fornaciari                                                            |
| Povia                 | 2006, 2009, 2010       |                                                                                             |
| Tricarico             | 2008, 2009, 2011       |                                                                                             |
| Eugenio Finardi       | 1985, 1999, 2012       |                                                                                             |
| Zero Assoluto         | 2006, 2007, 2016       |                                                                                             |
| Alessio Bernabei      | 2015¹, 2016, 2017      | ¹ Come membro dei Dear Jack                                                                 |
| Chiara Galiazzo       | 2013, 2015, 2017       |                                                                                             |
| Giovanni Caccamo      | 2015NP, 2016¹, 2018    | ¹ In duetto con Deborah Iurato                                                              |
| Peppe Servillo        | 1998¹, 2000¹, 2018²    | ¹ Come membro della Piccola Orchestra Avion Travel ² In duetto con Enzo Avitabile           |
| Renzo Rubino          | 2013NP, 2014, 2018     |                                                                                             |
| Roby Facchinetti      | 1990¹, 2007², 2018³    | ¹ Come membro dei Pooh ² In duetto con Francesco Facchinetti ³ In duetto con Riccardo Fogli |
| Enrico Nigiotti       | 2015NP, 2019, 2020     |                                                                                             |
| Morgan                | 2001¹, 2016¹, 2020²    | ¹ Come membro dei Bluvertigo ² In duetto con Bugo                                           |
| Marco Mengoni         | 2010, 2013, 2023       |                                                                                             |
| Ultimo                | 2018NP, 2019, 2023     |                                                                                             |
| Il Volo               | 2015, 2019, 2024       |                                                                                             |
| The Kolors            | 2018, 2024, 2025       |                                                                                             |
| Coma Cose             | 2021, 2023, 2025       |                                                                                             |
| Francesca Michielin   | 2016, 2021¹, 2025      | ¹ In duetto con Fedez                                                                       |
| Rocco Hunt            | 2014NP, 2016, 2025     |                                                                                             |

### 2 partecipazioni
| Artista                           | Edizioni        | Note |
| --------------------------------- | --------------- | --- |
| Katyna Ranieri                    | 1953, 1954      | |
| Mina                              | 1960, 1961      | |
| Jenny Luna                        | 1961, 1962      | |
| Jolanda Rossin                    | 1961, 1962      | |
| Luciano Rondinella                | 1961, 1962      | |
| Narciso Parigi                    | 1955, 1962      | |
| Nelly Fioramonti                  | 1961, 1962      | |
| Nunzio Gallo                      | 1957, 1962      | |
| Silvia Guidi                      | 1961, 1962      | |
| Mario Abbate                      | 1962, 1963      | |
| Bruno Filippini                   | 1964, 1965      | |
| Fabrizio Ferretti                 | 1964, 1965      | |
| Franco Tozzi                      | 1965, 1966      | |
| John Foster                       | 1965, 1966      | |
| The New Christy Minstrels         | 1965, 1966      | |
| Connie Francis                    | 1965, 1967      | |
| Annarita Spinaci                  | 1967, 1968      | |
| Dionne Warwick                    | 1967, 1968      | |
| Gianni Pettenati                  | 1967, 1968      | |
| Mario Guarnera                    | 1967, 1968      | |
| Paul Anka                         | 1964, 1968      | |
| Timi Yuro                         | 1965, 1968      | |
| Udo Jürgens                       | 1965, 1968      | |
| Elio Gandolfi                     | 1968, 1969      | |
| Mario Zelinotti                   | 1967, 1969      | |
| Wilson Pickett                    | 1968, 1969      | |
| Gianni Dall'Aglio                 | 1966¹, 1970²    | ¹ Come membro de I Ribelli ² Come membro de Il Supergruppo                                                                          |
| Ricky Gianco                      | 1965, 1970¹     | ¹ Come membro de Il Supergruppo |
| Renato Rascel                     | 1960, 1970      | |
| Rocky Roberts                     | 1969, 1970      | |
| Equipe 84                         | 1966, 1971      | |
| Gens                              | 1970, 1971      | |
| Pio                               | 1970, 1971      | |
| Aguaviva                          | 1971, 1972      | |
| Michele                           | 1970, 1972      | |
| Roberto Carlos Braga              | 1968, 1972      | |
| Junior Magli                      | 1969, 1973      | |
| Gilda Giuliani                    | 1973, 1974      | |
| I Domodossola                     | 1970, 1974      | |
| Lorenzo Pilat                     | 1968¹, 1975     | ¹ Con lo pseudonimo di Pilade |
| Paola Musiani                     | 1974, 1975      | |
| Valentina Greco                   | 1974, 1975      | |
| Miko                              | 1965¹, 1976     | ¹ Con lo pseudonimo di Don Miko |
| Albatros                          | 1976, 1977      | |
| La Strana Società                 | 1976, 1977      | |
| Daniel Sentacruz Ensemble         | 1976, 1978      | |
| Donato Ciletti                    | 1976¹, 1978     | ¹ Come membro de I Profeti |
| Ciro Sebastianelli                | 1978, 1979      | |
| Kim Brown                         | 1966¹, 1979²    | ¹ Come membro dei The Renegades ² Come membro dei Kim & The Cadillacs                                                               |
| Armonium                          | 1976, 1980      | |
| Enzo Malepasso                    | 1980, 1981      | |
| Marinella                         | 1979, 1981      | |
| Gloriana                          | 1976, 1983      | |
| Marco Ferradini                   | 1978, 1983      | |
| Passengers                        | 1981, 1983      | |
| Stefano Sani                      | 1982, 1983      | |
| Vasco Rossi                       | 1982, 1983      | |
| Viola Valentino                   | 1982, 1983      | |
| Donatella Milani                  | 1983, 1984      | |
| Dario Baldan Bembo                | 1981, 1985      | |
| Franco Simone                     | 1974, 1985      | |
| Garbo                             | 1984, 1985      | |
| Giampiero Artegiani               | 1984NP, 1986NP  | |
| Ivano Calcagno                    | 1984NP, 1986NP  | |
| Lanfranco Carnacina               | 1985NP, 1986NP  | |
| Miani                             | 1985NP, 1986NP  | |
| Chiari e Forti                    | 1986NP, 1987NP  | |
| Claudio Patti                     | 1985NP, 1987NP  | |
| Le Orme                           | 1982, 1987      | |
| Miki                              | 1987NP, 1988NP  | |
| Antonio Valentini                 | 1985NP, 1989NP¹ | ¹ Presentatosi come Valentini |
| Claudio Cabrini                   | 1988¹, 1989¹    | ¹ Non accreditato, in duetto con Fiordaliso                                                                                         |
| Gloria Nuti                       | 1979¹, 1989NP   | ¹ Come membro degli Ayx |
| Jo Chiarello                      | 1981, 1989NP    | |
| Meccano                           | 1986NP, 1989NP  | |
| Stefano Borgia                    | 1985NP, 1989EM  | |
| Stefano Ruffini                   | 1988NP, 1989NP  | |
| Élite                             | 1989NP, 1990NP  | |
| Gianluca Guidi                    | 1989NP, 1990NP  | |
| Lijao                             | 1988NP, 1990NP  | |
| Dario Gay                         | 1990NP, 1991NP  | |
| Gitano                            | 1989NP, 1991NP  | |
| Irene Fargo                       | 1991NP, 1992NP  | |
| Patrizia Bulgari                  | 1991NP, 1992NP  | |
| Pierangelo Bertoli                | 1991¹, 1992     | ¹ Con la partecipazione non accreditata dei Tazenda                                                                                 |
| Rita Forte                        | 1991NP, 1992NP  | |
| Tazenda                           | 1991¹, 1992     | ¹ Non accreditati, in duetto con Pierangelo Bertoli                                                                                 |
| Biagio Antonacci                  | 1988NP, 1993    | |
| Bracco Di Graci                   | 1992NP, 1993NP  | |
| Fandango                          | 1991NP, 1993NP  | |
| Francesca Alotta                  | 1992NP¹, 1993   | ¹ In duetto con Aleandro Baldi |
| Jo Squillo                        | 1991¹, 1993     | ¹ In duetto con Sabrina Salerno |
| Lorenzo Zecchino                  | 1992NP, 1993NP  | |
| Marco Conidi                      | 1991NP¹, 1993NP | ¹ In trio con Bungaro e Rosario Di Bella                                                                                            |
| Renato Zero                       | 1991, 1993      | |
| Rosario Di Bella                  | 1991NP¹, 1993NP | ¹ In trio con Bungaro e Marco Conidi                                                                                                |
| Claudia Mori                      | 1970, 1994      | |
| Ivan Graziani                     | 1985, 1994      | |
| Ricky Palazzolo                   | 1987NP, 1993¹   | ¹ Come membro de Ragazzi di Via Meda                                                                                                |
| Sergio Laccone                    | 1990NP, 1993¹   | ¹ Come membro de Ragazzi di Via Meda                                                                                                |
| Laura Pausini                     | 1993NP, 1994    | |
| Toni Santagata                    | 1973, 1994¹     | ¹ Come membro della Squadra Italia                                                                                                  |
| Andrea Bocelli                    | 1994NP, 1995    | |
| Antonella Arancio                 | 1994NP, 1995    | |
| Francesca Schiavo                 | 1994NP, 1995    | |
| Lighea                            | 1994NP, 1995    | |
| Stefano Palatresi                 | 1988NP, 1995¹   | ¹ Come membro del Trio Melody |
| Valeria Visconti                  | 1994NP, 1995    | |
| Dhamm                             | 1995NP, 1996    | |
| Fedele Boccassini                 | 1995NP, 1996    | |
| Mara                              | 1995NP, 1996    | |
| Neri per Caso                     | 1995NP, 1996    | |
| Raffaella Cavalli                 | 1995NP, 1996    | |
| Rossella Marcone                  | 1995NP, 1996    | |
| Umberto Bindi                     | 1961, 1996¹     | ¹ In duetto con i New Trolls |
| Adriana Ruocco                    | 1996NP, 1997    | |
| Alessandro Errico                 | 1996NP, 1997    | |
| Alessandro Mara                   | 1996NP, 1997    | |
| Camilla                           | 1996NP, 1997    | |
| Jalisse                           | 1996NP, 1997    | |
| Leandro Barsotti                  | 1996NP, 1997    | |
| Maurizio Lauzi                    | 1996NP, 1997    | |
| Olivia                            | 1996NP, 1997    | |
| O.R.O.                            | 1996NP, 1997    | |
| Petra Magoni                      | 1996NP, 1997    | |
| Tony Blescia                      | 1993NP, 1997NP  | |
| Alex Baroni                       | 1997NP, 1998    | |
| Niccolò Fabi                      | 1997NP, 1998    | |
| Nuova Compagnia di Canto Popolare | 1992, 1998      | |
| Joe Barbieri                      | 1994NP, 2000NP  | |
| Piccola Orchestra Avion Travel    | 1998, 2000      | |
| Jenny B                           | 2000NP, 2001    | |
| Quintorigo                        | 1999NP, 2001    | |
| Filippa Giordano                  | 1999NP, 2002    | |
| Gazosa                            | 2001NP, 2002    | |
| Marco Morandi                     | 1998¹NP, 2002   | ¹ Come membro dei Percentonetto |
| Timoria                           | 1991NP, 2002    | |
| Federico Stragà                   | 1998NP, 2003¹   | ¹ In duetto con Anna Tatangelo |
| Gianni Fiorellino                 | 2002NP, 2003NP  | |
| Giuni Russo                       | 1968¹, 2003     | ¹ In gara con il suo vero nome Giusy Romeo                                                                                          |
| Lisa                              | 1998NP¹, 2003   | ¹ Ebbe l'accesso diretto alla categoria Campioni nella finale                                                                       |
| Daniele Groff                     | 1999NP, 2004    | |
| Massimo Modugno                   | 1992NP, 2004¹   | ¹ In duetto con i Gipsy Kings |
| Annalisa Minetti                  | 1998NP¹, 2005²  | ¹ Vinse anche nella categoria Campioni in base al regolamento di quell'edizione ² In duetto con Toto Cutugno                        |
| Nicola Arigliano                  | 1964, 2005      | |
| Simona Bencini                    | 1997¹, 2006     | ¹ Come membro dei Dirotta su Cuba                                                                                                   |
| Elsa Lila                         | 2003NP, 2007NP  | |
| Fabio Concato                     | 2001, 2007      | |
| Leda Battisti                     | 1999NP, 2007    | |
| Paolo Rossi                       | 1994¹, 2007     | ¹ In duetto con Enzo Jannacci |
| Eugenio Bennato                   | 1990¹, 2008     | ¹ In duetto con Tony Esposito |
| L'Aura                            | 2006NP, 2008    | |
| Sergio Cammariere                 | 2003, 2008      | |
| Tiromancino                       | 2000NP¹, 2008   | ¹ In coppia con Riccardo Sinigallia                                                                                                 |
| Stefano Di Battista               | 2005¹, 2009²    | ¹ Come membro del Jazz Quartet insieme a Nicky Nicolai ² In duetto con Nicky Nicolai                                                |
| Sonohra                           | 2008NP, 2010    | |
| Luca Madonia                      | 1988¹, 2011²    | ¹ Come membro dei Denovo ² In coppia con Franco Battiato                                                                            |
| Max Pezzali                       | 1995¹, 2011     | ¹ Come membro degli 883 |
| Roberto Vecchioni                 | 1973, 2011      | |
| Samuele Bersani                   | 2000, 2012      | |
| Maria Nazionale                   | 2010¹, 2013     | ¹ In duetto con Nino D'Angelo |
| Simona Molinari                   | 2009NP, 2013¹   | ¹ In duetto con Peter Cincotti |
| Frankie hi-nrg mc                 | 2008, 2014      | |
| Riccardo Sinigallia               | 2000NP¹, 2014   | ¹ In duetto con i Tiromancino |
| Bluvertigo                        | 2001, 2016      | |
| Dear Jack                         | 2015, 2016      | |
| Lorenzo Fragola                   | 2015, 2016      | |
| Neffa                             | 2004, 2016      | |
| Valerio Scanu                     | 2010, 2016      | |
| Bianca Atzei                      | 2015, 2017      | |
| Clementino                        | 2016, 2017      | |
| Nesli                             | 2015, 2017¹     | ¹ In duetto con Alice Paba |
| Samuel                            | 2000¹, 2017     | ¹ Come membro dei Subsonica |
| Decibel                           | 1980, 2018      | |
| Pacifico                          | 2004, 2018¹     | ¹ In trio con Ornella Vanoni e Bungaro                                                                                              |
| Red Canzian                       | 1990¹, 2018     | ¹ Come membro dei Pooh |
| Negrita                           | 2003, 2019      | |
| Giordana Angi                     | 2012NP, 2020    | |
| Bugo                              | 2020¹, 2021     | ¹ In duetto con Morgan |
| Fasma                             | 2020NP, 2021    | |
| Ghemon                            | 2019, 2021      | |
| Lo Stato Sociale                  | 2018, 2021      | |
| Elisa                             | 2001, 2022      | |
| La Rappresentante di Lista        | 2021, 2022      | |
| Michele Bravi                     | 2017, 2022      | |
| Colapesce Dimartino               | 2021¹, 2023     | ¹ Con la partecipazione non accreditata della pattinatrice Paola Fraschini                                                          |
| Leo Gassmann                      | 2020NP, 2023    | |
| Levante                           | 2020, 2023      | |
| Madame                            | 2021, 2023      | |
| Tananai                           | 2022¹, 2023     | ¹ Accede direttamente al Festival di Sanremo nella categoria principale in seguito al secondo posto ottenuto a Sanremo Giovani 2021 |
| Dargen D'Amico                    | 2022, 2024      | |
| Mr. Rain                          | 2023¹, 2024     | ¹ Con la partecipazione nella prima, terza e quinta serata di otto bambini del coro della scuola Industrie musicali di Vallecrosia  |
| Negramaro                         | 2005NP, 2024    | |
| Sangiovanni                       | 2022, 2024      | |
| Clara                             | 2024¹, 2025     | ¹ Accede direttamente al Festival di Sanremo nella categoria principale in seguito alla qualificazione da Sanremo Giovani 2023      |
| Fedez                             | 2021¹, 2025     | ¹ In duetto con Francesca Michielin                                                                                                 |
| Gaia                              | 2021, 2025      | |
| Olly                              | 2023¹, 2025     | ¹ Accede direttamente al Festival di Sanremo nella categoria principale in seguito alla qualificazione da Sanremo Giovani 2022      |
| Rkomi                             | 2022, 2025      | |
| Rose Villain                      | 2024, 2025      | |
| Serena Brancale                   | 2015NP, 2025    | |
| Tormento                          | 2001¹, 2025²    | ¹ Come membro dei Sottotono ² Insieme a Shablo, Guè e Joshua                                                                        |
| Willie Peyote                     | 2021, 2025      | |

### 1 partecipazione
| Artista                              | Edizione | Note |
| ------------------------------------ | -------- | --- |
| Oscar Carboni                        | 1952     | |
| Doppio Quintetto Vocale              | 1953     | |
| Quartetto Stars                      | 1953     | |
| Franco Ricci                         | 1954     | |
| Quartetto Cetra                      | 1954     | |
| Vittoria Mongardi                    | 1954     | |
| Antonio Basurto                      | 1955     | |
| Bruno Pallesi                        | 1955     | |
| Bruno Rosettani                      | 1955     | |
| Clara Jaione                         | 1955     | |
| Marisa Colomber                      | 1955     | |
| Nella Colombo                        | 1955     | |
| Nuccia Bongiovanni                   | 1955     | |
| Radio Boys                           | 1955     | |
| Trio Aurora                          | 1955     | |
| Tullio Pane                          | 1955     | |
| Clara Vincenzi                       | 1956     | |
| Franca Raimondi                      | 1956     | |
| Gianni Marzocchi                     | 1956     | |
| Luciana Gonzales                     | 1956     | |
| Ugo Molinari                         | 1956     | |
| Fiorella Bini                        | 1957     | |
| Gino Baldi                           | 1957     | |
| Luciano Virgili                      | 1957     | |
| Poker di Voci                        | 1957     | |
| Tina Allori                          | 1957     | |
| Cristina Jorio                       | 1958     | |
| Marisa Del Frate                     | 1958     | |
| Trio Joyce                           | 1958     | |
| Anna D'Amico                         | 1959     | |
| Germana Caroli                       | 1960     | |
| Irene D'Areni                        | 1960     | |
| Bruno Martino                        | 1961     | |
| Gianni Meccia                        | 1961     | |
| Maria Monti                          | 1961     | |
| Nadia Liani                          | 1961     | |
| Niki Davis                           | 1961     | |
| Rocco Granata                        | 1961     | |
| Sergio Renda                         | 1961     | |
| Bruna Lelli                          | 1962     | |
| Corrado Lojacono                     | 1962     | |
| Gene Colonnello                      | 1962     | |
| Gesy Sebena                          | 1962     | |
| Giacomo Rondinella                   | 1962     | |
| Gian Costello                        | 1962     | |
| Gino Bramieri                        | 1962     | |
| Edda Montanari                       | 1962     | |
| Ernesto Bonino                       | 1962     | |
| Lucia Altieri                        | 1962     | |
| Mario D'Alba                         | 1962     | |
| Miriam Del Mare                      | 1962     | |
| Pierfilippi                          | 1962     | |
| Rocco Montana                        | 1962     | |
| Rocco Torrebruno                     | 1962     | |
| Rossana                              | 1962     | |
| Wanda Romanelli                      | 1962     | |
| Ennio Sangiusto                      | 1963     | |
| Eugenia Foligatti                    | 1963     | |
| Gianni Lacommare                     | 1963     | |
| Quartetto Radar                      | 1963     | |
| Antonio Prieto                       | 1964     | |
| Ben E. King                          | 1964     | |
| Bobby Rydell                         | 1964     | |
| Frankie Avalon                       | 1964     | |
| Frankie Laine                        | 1964     | |
| Frida Boccara                        | 1964     | |
| Gil Fields e i Fraternity Brothers   | 1964¹    | ¹ |
| Laura Villa                          | 1964     | |
| Lilly Bonato                         | 1964     | |
| Los Hermanos Rigual                  | 1964     | |
| Marina Moran                         | 1964     | |
| Nino Tempo e April Stevens           | 1964     | |
| Peggy March                          | 1964     | |
| Patricia Carli                       | 1964     | |
| Peter Kraus                          | 1964     | |
| Richard Moser jr.                    | 1964     | |
| Roby Ferrante                        | 1964     | |
| The Fraternity Brothers              | 1964¹    | ¹ In coppia con Gil Fields |
| Anita Harris                         | 1965     | |
| Audrey                               | 1965     | |
| Beppe Cardile                        | 1965     | |
| Bernd Spier                          | 1965     | |
| Bruno Lauzi                          | 1965     | |
| Danyel Gérard                        | 1965     | |
| Dusty Springfield                    | 1965     | |
| Gianni Mascolo                       | 1965     | |
| Giordano Colombo                     | 1965     | |
| Hoagy Lands                          | 1965     | |
| Jody Miller                          | 1965     | |
| Joe Damiano                          | 1965     | |
| Johnny Tillotson                     | 1965     | |
| Kenny Rankin                         | 1965     | |
| Kiki Dee                             | 1965     | |
| Le Amiche                            | 1965¹    | ¹ In duetto con Remo Germani |
| Petula Clark                         | 1965     | |
| Vittorio Inzaina                     | 1965     | |
| Yukari Ito                           | 1965     | |
| Anna Marchetti                       | 1966     | |
| Bobby Vinton                         | 1966     | |
| Chad & Jeremy                        | 1966     | |
| Françoise Hardy                      | 1966     | |
| Gino                                 | 1966     | |
| Giuseppe Di Stefano                  | 1966     | |
| I Ribelli                            | 1966     | |
| Los Paraguayos                       | 1966¹    | ¹ In duetto con Luis Alberto del Paranà |
| Luciana Turina                       | 1966     | |
| Luciano Tomei                        | 1966     | |
| Luis Alberto del Paranà              | 1966¹    | ¹ In duetto con Los Paraguayos |
| Paola Bertoni                        | 1966     | |
| Pat Boone                            | 1966     | |
| P. J. Proby                          | 1966     | |
| Plinio Maggi                         | 1966     | |
| Ricardo                              | 1966     | |
| Richard Anthony                      | 1966     | |
| The Renegades                        | 1966     | |
| The Yardbirds                        | 1966     | |
| Trio del Clan                        | 1966     | |
| Vic Dana                             | 1966     | |
| Anna German                          | 1967     | |
| Bobby Goldsboro                      | 1967     | |
| Carmelo Pagano                       | 1967     | |
| Cher                                 | 1967     | |
| Dalida                               | 1967     | |
| Donatella Moretti                    | 1967     | |
| Gian Pieretti                        | 1967     | |
| Gidiuli                              | 1967     | |
| Les Compagnons de la Chanson         | 1967     | |
| Los Bravos                           | 1967     | |
| Los Marcellos Ferial                 | 1967     | |
| Luigi Tenco                          | 1967     | |
| Marianne Faithfull                   | 1967     | |
| Nico Fidenco                         | 1967     | |
| Riki Maiocchi                        | 1967     | |
| Roberta Amadei                       | 1967     | |
| Sonny Bono                           | 1967     | |
| The Bachelors                        | 1967     | |
| The Happenings                       | 1967     | |
| The Hollies                          | 1967     | |
| Bobbie Gentry                        | 1968     | |
| Dino                                 | 1968     | |
| Eartha Kitt                          | 1968     | |
| Giuliana Valci                       | 1968     | |
| Louis Armstrong                      | 1968     | |
| Piergiorgio Farina                   | 1968     | |
| Sacha Distel                         | 1968     | |
| Shirley Bassey                       | 1968     | |
| The Cowsills                         | 1968     | |
| The Sandpipers                       | 1968     | |
| Yoko Kishi                           | 1968     | |
| Alessandra Casaccia                  | 1969     | |
| Armando Savini                       | 1969     | |
| Brenton Wood                         | 1969     | |
| France Gall                          | 1969     | |
| Gabriella Ferri                      | 1969     | |
| Isabella Iannetti                    | 1969     | |
| Leonardo                             | 1969     | |
| Lucio Battisti                       | 1969     | |
| Mary Hopkin                          | 1969     | |
| Sonia                                | 1969     | |
| Stevie Wonder                        | 1969     | |
| The Casuals                          | 1969     | |
| The Showmen                          | 1969     | |
| The Sweet Inspirations               | 1969     | |
| Dino Drusiani                        | 1970     | |
| Emiliana Perina                      | 1970     | |
| Francesco Banti                      | 1970     | |
| Il Supergruppo                       | 1970     | |
| Lucia Rizzi                          | 1970     | |
| Mario Tessuto                        | 1970     | |
| I Ragazzi della Via Gluck            | 1970     | |
| Rossano                              | 1970     | |
| Sandie Shaw                          | 1970     | |
| Sergio Leonardi                      | 1970     | |
| Valeria Mongardini                   | 1970     | |
| Coro Alpino Milanese                 | 1971     | |
| Edda Ollari                          | 1971     | |
| Fabio Trioli                         | 1971     | |
| Jordan                               | 1971¹    | ¹ Con la partecipazione non accreditata dei Middle of the Road |
| José Feliciano                       | 1971     | |
| Lorenza Visconti                     | 1971     | |
| Mark e Martha                        | 1971     | |
| Mau Cristiani                        | 1971     | |
| Maurizio & Fabrizio                  | 1971     | |
| Mungo Jerry                          | 1971     | |
| I Protagonisti                       | 1971     | |
| Ray Conniff                          | 1971     | |
| Sergio Menegale                      | 1971     | |
| Wallace Collection                   | 1971     | |
| Angelica                             | 1972     | |
| Delia Gualtiero                      | 1972     | |
| Delirium                             | 1972     | |
| I Nuovi Angeli                       | 1972     | |
| Marisa Sacchetto                     | 1972     | |
| Tony Cucchiara                       | 1972     | |
| Alberto Feri                         | 1973     | |
| Alessandro                           | 1973     | |
| Bassano                              | 1973     | |
| Carmen Amato                         | 1973     | |
| Christian De Sica                    | 1973     | |
| Jet                                  | 1973     | |
| Le Figlie del Vento                  | 1973     | |
| Lionello                             | 1973     | |
| Lolita                               | 1973     | |
| Mocedades                            | 1973     | |
| Los Pop Tops                         | 1973     | |
| Umberto Balsamo                      | 1973     | |
| Anna Melato                          | 1974     | |
| Antonella Bottazzi                   | 1974     | |
| Emanuela Cortesi                     | 1974     | |
| Kambiz                               | 1974     | |
| Les Charlots                         | 1974     | |
| Middle of the Road                   | 1974     | |
| Mouth & MacNeal                      | 1974     | |
| Orchestra Spettacolo Casadei         | 1974     | |
| Rossella                             | 1974     | |
| Sonia Gigliola Conti                 | 1974     | |
| Angela Luce                          | 1975     | |
| Annagloria                           | 1975     | |
| Antonella Bellan                     | 1975     | |
| Daniela Merla                        | 1975     | |
| Ely Neri e la sua Orchestra          | 1975     | |
| Emy Cesaroni                         | 1975     | |
| Eugenio Alberti                      | 1975     | |
| Eva 2000                             | 1975     | |
| Franco e le Piccole Donne            | 1975     | |
| G.Men                                | 1975     | |
| Gabriella Sanna                      | 1975     | |
| Gianni Migliardi                     | 1975     | |
| Gilda                                | 1975     | |
| Goffredo Canarini                    | 1975     | |
| Jean-François Michael                | 1975     | |
| Kriss and Saratoga                   | 1975     | |
| Laura                                | 1975     | |
| La Quinta Faccia                     | 1975     | |
| Le Nuove Erbe                        | 1975     | |
| Le Volpi Blu                         | 1975     | |
| Leila Selli                          | 1975     | |
| Nannarella                           | 1975     | |
| Nico dei Gabbiani                    | 1975     | |
| Paolo Folzini                        | 1975     | |
| Piero Cotto                          | 1975     | |
| Stefania Tozzi                       | 1975     | |
| Antonio Buonomo                      | 1976     | |
| Carlo Gigli                          | 1976     | |
| Ezio Maria Picciotta                 | 1976     | |
| La Nuova Gente                       | 1976     | |
| Maggie Mae                           | 1976     | |
| Paolo Frescura                       | 1976     | |
| Patrizio Sandrelli                   | 1976     | |
| I Profeti                            | 1976     | |
| Silvano Vittorio                     | 1976     | |
| Umberto Lupi                         | 1976     | |
| Vanna Leali                          | 1976     | |
| Daniela Davoli                       | 1977     | |
| Homo Sapiens                         | 1977     | |
| Il Giardino dei Semplici             | 1977     | |
| I Santo California                   | 1977     | |
| Anselmo Genovese                     | 1978     | |
| Beans                                | 1978     | |
| Dora Moroni                          | 1978     | |
| Laura Luca                           | 1978     | |
| Rino Gaetano                         | 1978     | |
| Roberto Carrino                      | 1978     | |
| Ayx                                  | 1979     | |
| Enrico Beruschi                      | 1979     | |
| Enzo Carella                         | 1979     | |
| Franco Fanigliulo                    | 1979     | |
| Gianni Mocchetti                     | 1979     | |
| I Grimm                              | 1979     | |
| Il Était une Fois                    | 1979     | |
| Kim & The Cadillacs                  | 1979     | |
| Lorella Pescerelli                   | 1979     | |
| Massimo Abbate                       | 1979     | |
| Michele Vicino                       | 1979     | |
| Mino Vergnaghi                       | 1979     | |
| Nicoletta Bauce                      | 1979     | |
| Pandemonium                          | 1979     | |
| Roberta                              | 1979     | |
| Alberto Beltrami                     | 1980     | |
| Alberto Cheli                        | 1980     | |
| Aldo Donati                          | 1980     | |
| Bruno D'Andrea                       | 1980     | |
| Coscarella e Polimeno                | 1980     | |
| Francesco Magni                      | 1980     | |
| Gianfranco De Angelis                | 1980     | |
| Giorgio Zito e i Diesel              | 1980     | |
| Henry Freis                          | 1980     | |
| La Bottega dell'Arte                 | 1980     | |
| Latte e Miele                        | 1980     | |
| Leroy Gomez                          | 1980     | |
| Luca Cola                            | 1980     | |
| Mela Lo Cicero                       | 1980     | |
| Omelet                               | 1980     | |
| Orlando Johnson                      | 1980     | |
| Paolo Riviera                        | 1980     | |
| Rimmel                               | 1980     | |
| Sally Oldfield                       | 1980     | |
| Stefano Rosso                        | 1980     | |
| Carmen & Thompson                    | 1981     | |
| Domenico Mattia                      | 1981     | |
| Loretta Goggi                        | 1981     | |
| Paolo Barabani                       | 1981     | |
| Sebastiano Occhino                   | 1981     | |
| Stefano Tosi                         | 1981     | |
| Sterling Saint-Jacques               | 1981     | |
| Tom Hooker                           | 1981     | |
| Elisabetta Viviani                   | 1982     | |
| Julie                                | 1982     | |
| Lene Lovich                          | 1982     | |
| Marina Lai                           | 1982     | |
| Milk and Coffee                      | 1982     | |
| Plastic Bertrand                     | 1982     | |
| Rino Martinez                        | 1982     | |
| Roberto Soffici                      | 1982     | |
| Alessio Colombini                    | 1983     | |
| Amii Stewart                         | 1983     | |
| Barbara Boncompagni                  | 1983     | |
| Bertín Osborne                       | 1983     | |
| Brunella Borciani                    | 1983     | |
| Daniela Goggi                        | 1983     | |
| Manuele Pepe                         | 1983     | |
| Patrizia Danzi                       | 1983     | |
| Pinot                                | 1983     | |
| Riccardo Azzurri                     | 1983     | |
| Richard Sanderson                    | 1983     | |
| Sibilla                              | 1983     | |
| Tiziana Rivale                       | 1983     | |
| Alberto Camerini                     | 1984     | |
| Canton                               | 1984NP   | |
| Dhuo                                 | 1984NP   | |
| Fabio Vanni                          | 1984NP   | |
| Gruppo Italiano                      | 1984     | |
| I Trilli                             | 1984NP   | |
| Luigi Sutera                         | 1984NP   | |
| Richter, Venturi & Murru             | 1984NP   | |
| Santandrea                           | 1984NP   | |
| Valentino                            | 1984NP   | |
| Antonella "Dionira" Ruggiero         | 1985NP   | |
| Banco del Mutuo Soccorso             | 1985     | |
| Champagne Molotov                    | 1985NP   | |
| Cinzia Corrado                       | 1985NP   | |
| Laura Landi                          | 1985NP   | |
| Luis Miguel                          | 1985     | |
| Marco Rancati                        | 1985NP   | |
| Mimmo Locasciulli                    | 1985     | |
| Randy Jackson                        | 1985¹    | ¹ Insieme a Zucchero Fornaciari |
| Roberto Kunstler                     | 1985NP   | |
| Silvia Conti                         | 1985NP   | |
| Anna Bussotti                        | 1986NP   | |
| Francesco Hertz                      | 1986NP   | |
| Renzo Arbore                         | 1986     | |
| Righeira                             | 1986     | |
| Berger                               | 1987NP   | |
| Charley Deanesi                      | 1987NP   | |
| Enrico Cifiello                      | 1987NP   | |
| Paolo Scheriani                      | 1987NP   | |
| Teodosio Losito                      | 1987NP   | |
| Umberto Marzotto                     | 1987NP   | |
| Alan Sorrenti                        | 1988     | |
| Denovo                               | 1988     | |
| Fabio De Rossi                       | 1988NP   | |
| Figli di Bubba                       | 1988     | |
| Francesco Nuti                       | 1988     | |
| Ice                                  | 1988NP   | |
| Tania Tedesco                        | 1988NP   | |
| Aida Cooper                          | 1989EM   | |
| Antonio Murro                        | 1989NP   | |
| Brigitta e Benedicta Boccoli         | 1989NP   | |
| Gepy & Gepy                          | 1989EM   | |
| Gigi Sabani                          | 1989     | |
| Jovanotti                            | 1989     | |
| Marina Arcangeli                     | 1989EM   | |
| Marisa Laurito                       | 1989     | |
| Renato Carosone                      | 1989     | |
| Santarosa                            | 1989EM   | |
| Sharks                               | 1989NP   | |
| Steve Rogers Band                    | 1989EM   | |
| Armando De Razza                     | 1990NP   | |
| Beppe De Francia e Bea Giannini      | 1990NP   | |
| Lipstick                             | 1990NP   | |
| Maurizio Della Rosa                  | 1990NP   | |
| Pooh                                 | 1990     | |
| Proxima                              | 1990NP   | |
| Rosalinda Celentano                  | 1990NP   | |
| Rosè Crisci                          | 1990NP   | |
| Compilations                         | 1991NP   | |
| Gianni Mazza                         | 1991NP   | |
| Giovanni Nuti                        | 1991NP   | |
| Marco Carena                         | 1991NP   | |
| Paola De Mas                         | 1991NP   | |
| Riccardo Cocciante                   | 1991     | |
| Rudy Marra                           | 1991NP   | |
| Sabrina Salerno                      | 1991¹    | ¹ In duetto con Jo Squillo |
| Aeroplanitaliani                     | 1992NP   | |
| Andrea Monteforte                    | 1992NP   | |
| Giampaolo Bertuzzi                   | 1992NP   | |
| Lina Sastri                          | 1992     | |
| Pietra Montecorvino                  | 1992¹    | ¹ In duetto con Peppino di Capri |
| Statuto                              | 1992NP   | |
| Stefano Polo                         | 1992NP   | |
| Tomato                               | 1992NP   | |
| Angela Baraldi                       | 1993NP   | |
| Antonella Bucci                      | 1993NP   | |
| Cliò                                 | 1993NP   | |
| Erminio Sinni                        | 1993NP   | |
| Leo Leandro                          | 1993NP   | |
| Manca, Virago, Pellegrino e Fersini  | 1993NP   | |
| Marcello Pieri                       | 1993NP   | |
| Maria Grazia Impero                  | 1993NP   | |
| Niné                                 | 1993NP   | |
| Ragazzi di Via Meda                  | 1993¹    | ¹ Insieme a Mietta |
| Roberto Murolo                       | 1993     | |
| Baraonna                             | 1994NP   | |
| Daniela Colace                       | 1994NP   | |
| Daniele Fossati                      | 1994NP   | |
| Franz Campi                          | 1994NP   | |
| Lando Fiorini                        | 1994¹    | ¹ Come membro della Squadra Italia |
| Manuela Villa                        | 1994¹    | ¹ Come membro della Squadra Italia |
| Mario Merola                         | 1994¹    | ¹ Come membro della Squadra Italia |
| Paideja                              | 1994NP   | |
| Paola Angeli                         | 1994NP   | |
| Silvia Cecchetti                     | 1994NP   | |
| Simona D'Alessio                     | 1994NP   | |
| 883                                  | 1995     | |
| Barbara Cola                         | 1995¹    | ¹ In duetto con Gianni Morandi |
| Deco                                 | 1995NP   | |
| Fabrizio Consoli                     | 1995NP   | |
| Fiorello                             | 1995     | |
| Flavia Astolfi                       | 1995NP   | |
| Gigi Proietti                        | 1995¹    | ¹ Come membro del Trio Melody |
| Gloria                               | 1995NP   | |
| Lorella Cuccarini                    | 1995     | |
| Prefisso                             | 1995NP   | |
| Rock Galileo                         | 1995NP   | |
| Sabina Guzzanti e la Riserva Indiana | 1995     | |
| Federico Salvatore                   | 1996     | |
| Marco Guerzoni                       | 1996¹    | ¹ In coppia con Aleandro Baldi |
| Cattivi Pensieri                     | 1997     | |
| D.O.C. Rock                          | 1997NP   | |
| Dirotta su Cuba                      | 1997     | |
| Domino                               | 1997NP   | |
| Francesco Baccini                    | 1997     | |
| Greta                                | 1997¹    | ¹ Insieme con i New Trolls |
| Luca Lombardi                        | 1997NP   | |
| Massimo Caggiano                     | 1997NP   | |
| Mikimix                              | 1997NP   | |
| Paolo Carta                          | 1997NP   | |
| Pitura Freska                        | 1997     | |
| Ragazzi Italiani                     | 1997     | |
| Randy Roberts                        | 1997NP   | |
| Vito Marletta                        | 1997NP   | |
| Alessandro Pitoni                    | 1998NP   | |
| Costa                                | 1998NP   | |
| Eramo & Passavanti                   | 1998NP   | |
| Liliana Tamberi                      | 1998NP   | |
| Luca Sepe                            | 1998¹NP  | ¹ Ebbe l'accesso diretto alla categoria Campioni nella finale |
| Luciferme                            | 1998NP   | |
| Nitti e Agnello                      | 1998NP   | |
| Paola Folli                          | 1998NP   | |
| Percentonetto                        | 1998NP   | |
| Serena C                             | 1998NP   | |
| Taglia 42                            | 1998NP   | |
| Zenîma                               | 1998¹    | ¹ In duetto con Mango |
| Allegra Lusini                       | 1999NP   | |
| Arianna Bergamaschi                  | 1999NP   | |
| Boris                                | 1999NP   | |
| Dr. Livingstone                      | 1999NP   | |
| Elena Cataneo                        | 1999NP   | |
| Enzo Gragnaniello                    | 1999¹    | ¹ In duetto con Ornella Vanoni |
| Francesca Chiara                     | 1999NP   | |
| Irene Lamedica                       | 1999NP   | |
| Soerba                               | 1999NP   | |
| Alessio Bonomo                       | 2000NP   | |
| Andrea Mazzacavallo                  | 2000NP   | |
| B.A.U.                               | 2000NP   | |
| Claudio Fiori                        | 2000NP   | |
| Davide De Marinis                    | 2000NP   | |
| Enrico Sognato                       | 2000NP   | |
| Erredieffe                           | 2000NP   | |
| Laura Falcinelli                     | 2000NP   | |
| Luna                                 | 2000NP   | |
| Lythium                              | 2000NP   | |
| Marjorie Biondo                      | 2000NP   | |
| Moltheni                             | 2000NP   | |
| Padre Alfonso Maria Parente          | 2000NP   | |
| Subsonica                            | 2000     | |
| Carlito                              | 2001NP   | |
| Carlotta                             | 2001NP   | |
| Francesco e Giada                    | 2001NP   | |
| Isola Song                           | 2001NP   | |
| Moses                                | 2001NP   | |
| Pincapallina                         | 2001NP   | |
| Principe e Socio M.                  | 2001NP   | |
| Riky Anelli                          | 2001NP   | |
| Roberto Angelini                     | 2001NP   | |
| Sara 6                               | 2001NP   | |
| Sottotono                            | 2001     | |
| Stefano Ligi                         | 2001NP   | |
| XSense                               | 2001NP   | |
| 78 Bit                               | 2002NP   | |
| Alessandro Safina                    | 2002     | |
| Andrea Febo                          | 2002NP   | |
| Archinuè                             | 2002NP   | |
| Botero                               | 2002NP   | |
| Daniele Vit                          | 2002NP   | |
| Dual Gang                            | 2002NP   | |
| Giacomo Celentano                    | 2002NP   | |
| Giuliodorme                          | 2002NP   | |
| La Sintesi                           | 2002NP   | |
| Lollipop                             | 2002     | |
| Luisa Corna                          | 2002¹    | ¹ In duetto con Fausto Leali |
| OffSide                              | 2002NP   | |
| Plastico                             | 2002NP   | |
| Simone Patrizi                       | 2002NP   | |
| Valentina Giovagnini                 | 2002NP   | |
| Alina                                | 2003NP   | |
| Allunati                             | 2003NP   | |
| Daniela Pedali                       | 2003NP   | |
| Daniele Stefani                      | 2003NP   | |
| Eiffel 65                            | 2003     | |
| Filippo Merola                       | 2003NP   | |
| Jacqueline Maiello Ferry             | 2003NP   | |
| Manuela Zanier                       | 2003NP   | |
| Marco Fasano                         | 2003NP   | |
| Maria Pia & SuperZoo                 | 2003NP   | |
| Patrizia Laquidara                   | 2003NP   | |
| Roberto Giglio                       | 2003NP   | |
| Verdiana Zangaro                     | 2003NP   | |
| Zurawski                             | 2003NP   | |
| Adriano Pappalardo                   | 2004     | |
| Andrè                                | 2004     | |
| Danny Losito                         | 2004     | ¹ Insieme con le Las Ketchup |
| DB Boulevard                         | 2004¹    | ¹ Insieme con Bill Wyman |
| Gipsy Kings                          | 2004¹    | ¹ In duetto con Massimo Modugno |
| Las Ketchup                          | 2004¹    | ¹ Insieme con Danny Losito |
| Linda                                | 2004     | |
| Mario Rosini                         | 2004     | |
| Morris Albert                        | 2004¹    | ¹ In duetto con Mietta |
| Omar Pedrini                         | 2004     | |
| Piotta                               | 2004     | |
| Simone Tomassini                     | 2004     | |
| Stefano Picchi                       | 2004     | |
| Veruska                              | 2004     | |
| Christian Lo Zito                    | 2005NP   | |
| Concido                              | 2005NP   | |
| Enrico Boccadoro                     | 2005NP   | |
| Equ                                  | 2005NP   | |
| Giovanna D'Angi                      | 2005NP   | |
| La Differenza                        | 2005NP   | |
| Laura Bono                           | 2005NP   | |
| Max De Angelis                       | 2005NP   | |
| Sabrina Guida                        | 2005NP   | |
| Veronica Ventavoli                   | 2005NP   | |
| Ameba 4                              | 2006NP   | |
| Andrea Ori                           | 2006NP   | |
| Antonello Carozza                    | 2006NP   | |
| Carlo Fava                           | 2006¹    | ¹ In trio con Noa e Solis String Quartet |
| Deasonika                            | 2006NP   | |
| Helena Hellwig                       | 2006NP   | |
| Ivan Segreto                         | 2006NP   | |
| Luca Dirisio                         | 2006     | |
| Monia Russo                          | 2006NP   | |
| Noa                                  | 2006¹    | ¹ In trio con Carlo Fava e Solis String Quartet |
| Riccardo Maffoni                     | 2006NP   | |
| Solis String Quartet                 | 2006¹    | ¹ In trio con Noa e Carlo Fava |
| Sugarfree                            | 2006     | |
| Tiziano Orecchio                     | 2006NP   | |
| Virginio                             | 2006NP   | |
| Amalia Grè                           | 2007     | |
| FSC                                  | 2007NP   | |
| Grandi Animali Marini                | 2007NP   | |
| Jasmine                              | 2007NP   | |
| Khorakhanè                           | 2007NP   | |
| Marco Baroni                         | 2007NP   | |
| Mariangela                           | 2007NP   | |
| Patrizio Baù                         | 2007NP   | |
| Pier Cortese                         | 2007NP   | |
| Romina Falconi                       | 2007NP   | |
| Piero Mazzocchetti                   | 2007     | |
| Pquadro                              | 2007NP   | |
| Sara Galimberti                      | 2007NP   | |
| Stefano Centomo                      | 2007NP   | |
| Andrea Bonomo                        | 2008NP   | |
| Ariel                                | 2008NP   | |
| Daniele Battaglia                    | 2008NP   | |
| Finley                               | 2008     | |
| Francesco Rapetti                    | 2008NP   | |
| Frank Head                           | 2008NP   | |
| Giua                                 | 2008NP   | |
| Jacopo Troiani                       | 2008NP   | |
| La Scelta                            | 2008NP   | |
| Lola Ponce                           | 2008¹    | ¹ In duetto con Giò Di Tonno |
| Melody Fall                          | 2008NP   | |
| Milagro                              | 2008NP   | |
| Rosario Morisco                      | 2008NP   | |
| Valeria Vaglio                       | 2008NP   | |
| Valerio Sanzotta                     | 2008NP   | |
| Afterhours                           | 2009     | |
| Barbara Gilbo                        | 2009NP   | |
| Chiara Canzian                       | 2009NP   | |
| Filippo Perbellini                   | 2009NP   | |
| Gemelli DiVersi                      | 2009     | |
| Iskra Menarini                       | 2009NP   | |
| Karima                               | 2009NP   | |
| Marco Carta                          | 2009     | |
| Mario Lavezzi                        | 2009¹    | ¹ In duetto con Alexia |
| Sal Da Vinci                         | 2009     | |
| Silvia Aprile                        | 2009NP   | |
| Youssou N'Dour                       | 2009¹    | ¹ In trio con Paolo Belli e Pupo |
| Broken Heart College                 | 2010NP   | |
| Emanuele Filiberto                   | 2010¹    | ¹ In trio con Luca Canonici e Pupo |
| Jacopo Ratini                        | 2010NP   | |
| Jessica Brando                       | 2010NP   | |
| La Fame di Camilla                   | 2010NP   | |
| Luca Canonici                        | 2010¹    | ¹ In trio con Emanuele Filiberto e Pupo |
| Luca Marino                          | 2010NP   | |
| Mattia De Luca                       | 2010NP   | |
| Nicolas Bonazzi                      | 2010NP   | |
| Romeus                               | 2010NP   | |
| Tony Maiello                         | 2010NP   | |
| Anansi                               | 2011NP   | |
| BTwins                               | 2011NP   | |
| Davide Van De Sfroos                 | 2011     | |
| Franco Battiato                      | 2011¹    | ¹ In duetto con Luca Madonia |
| Gabriella Ferrone                    | 2011NP   | |
| La Crus                              | 2011¹    | ¹ Con la partecipazione non accreditata di Susanna Rigacci |
| Marco Menichini                      | 2011NP   | |
| Micaela                              | 2011NP   | |
| Nathalie                             | 2011     | |
| Raquel del Rosario                   | 2011¹    | ¹ In duetto con Luca Barbarossa |
| Roberto Amadè                        | 2011NP   | |
| Serena Abrami                        | 2011NP   | |
| Alessandro Casillo                   | 2012NP   | |
| Bidiel                               | 2012NP   | |
| Celeste Gaia                         | 2012NP   | |
| Chiara Civello                       | 2012     | |
| Erica Mou                            | 2012NP   | |
| Giulia Anania                        | 2012NP   | |
| Iohosemprevoglia                     | 2012NP   | |
| Marco Guazzone                       | 2012NP   | |
| Marlene Kuntz                        | 2012     | |
| Pierdavide Carone                    | 2012¹    | ¹ In duetto con Lucio Dalla |
| Almamegretta                         | 2013     | |
| Andrea Nardinocchi                   | 2013NP   | |
| Antonio Maggio                       | 2013NP   | |
| Blastema                             | 2013NP   | |
| Il Cile                              | 2013NP   | |
| Ilaria Porceddu                      | 2013NP   | |
| Irene Ghiotto                        | 2013NP   | |
| Marta sui Tubi                       | 2013     | |
| Paolo Simoni                         | 2013NP   | |
| Peter Cincotti                       | 2013¹    | ¹ In duetto con Simona Molinari |
| Bianca                               | 2014NP   | |
| Filippo Graziani                     | 2014NP   | |
| Giuliano Palma                       | 2014     | |
| Perturbazione                        | 2014     | |
| The Bloody Beetroots                 | 2014¹    | ¹ In duetto con Raphael Gualazzi |
| The Niro                             | 2014NP   | |
| Vadim                                | 2014NP   | |
| Veronica De Simone                   | 2014NP   | |
| Zibba                                | 2014NP   | |
| Amara                                | 2015NP   | |
| Chanty                               | 2015NP   | |
| Fabrizio Biggio e Francesco Mandelli | 2015     | |
| Kaligola                             | 2015NP   | |
| KuTso                                | 2015NP   | |
| Lara Fabian                          | 2015     | |
| Mauro Coruzzi                        | 2015¹    | ¹ In duetto con Grazia Di Michele |
| Moreno                               | 2015     | |
| Rakele                               | 2015NP   | |
| Cecile                               | 2016NP   | |
| Chiara Dello Iacovo                  | 2016NP   | |
| Deborah Iurato                       | 2016¹    | ¹ In duetto con Giovanni Caccamo |
| Micheal Leonardi                     | 2016NP   | |
| Miele                                | 2016NP   | |
| Alice Paba                           | 2017¹    | ¹ In duetto con Nesli |
| Braschi                              | 2017NP   | |
| Francesco Guasti                     | 2017NP   | |
| Giulia Luzi                          | 2017¹    | ¹ In duetto con Raige |
| Lele                                 | 2017NP   | |
| Leonardo Lamacchia                   | 2017NP   | |
| Lodovica Comello                     | 2017     | |
| Maldestro                            | 2017NP   | |
| Marianne Mirage                      | 2017NP   | |
| Raige                                | 2017¹    | ¹ In duetto con Giulia Luzi |
| Sergio Sylvestre                     | 2017     | |
| Tommaso Pini                         | 2017NP   | |
| Valeria Farinacci                    | 2017NP   | |
| Alice Caioli                         | 2018NP   | |
| Enzo Avitabile                       | 2018¹    | ¹ In duetto con Peppe Servillo |
| Eva Pevarello                        | 2018NP   | |
| Giulia Casieri                       | 2018NP   | |
| Leonardo Monteiro                    | 2018NP   | |
| Lorenzo Baglioni                     | 2018NP   | |
| Mario Biondi                         | 2018     | |
| Mirkoeilcane                         | 2018NP   | |
| Mudimbi                              | 2018NP   | |
| Roy Paci                             | 2018¹    | ¹ In duetto con Diodato |
| Boomdabash                           | 2019     | |
| Briga                                | 2019¹    | ¹ In duetto con Patty Pravo |
| Einar                                | 2019¹    | ¹ Accede direttamente al Festival di Sanremo nella categoria principale in seguito alla vittoria a Sanremo Giovani 2018                                                      |
| Ex-Otago                             | 2019     | |
| Federica Carta                       | 2019¹    | ¹ In duetto con Shade |
| Livio Cori                           | 2019¹    | ¹ In duetto con Nino D'Angelo |
| Motta                                | 2019     | |
| Shade                                | 2019¹    | ¹ In duetto con Federica Carta |
| The Zen Circus                       | 2019     | |
| Alberto Urso                         | 2020     | |
| Anastasio                            | 2020     | |
| Elettra Lamborghini                  | 2020     | |
| Eugenio in Via Di Gioia              | 2020NP   | |
| Fadi                                 | 2020NP   | |
| Gabriella Martinelli                 | 2020NP¹  | ¹ In duetto con Lula |
| Junior Cally                         | 2020     | |
| Lula                                 | 2020NP¹  | ¹ In duetto con Gabriella Martinelli |
| Marco Sentieri                       | 2020NP   | |
| Matteo Faustini                      | 2020NP   | |
| Paolo Jannacci                       | 2020     | |
| Piero Pelù                           | 2020     | |
| Pinguini Tattici Nucleari            | 2020     | |
| Rancore                              | 2020¹    | ¹ Nel 2019 si era esibito in duetti con Daniele Silvestri, ma non era accreditato                                                                                            |
| Riki                                 | 2020     | |
| Tecla Insolia                        | 2020NP   | |
| Aiello                               | 2021     | |
| Avincola                             | 2021NP   | |
| Davide Shorty                        | 2021NP   | |
| Davide Toffolo                       | 2021¹    | ¹ Insieme con gli Extraliscio |
| Dellai                               | 2021NP   | |
| Elena Faggi                          | 2021NP   | |
| Extraliscio                          | 2021¹    | ¹ Insieme a Davide Toffolo |
| Folcast                              | 2021NP   | |
| Fulminacci                           | 2021     | |
| Gaudiano                             | 2021NP   | |
| Gio Evan                             | 2021     | |
| Greta Zuccoli                        | 2021NP   | |
| Måneskin                             | 2021     | |
| Random                               | 2021     | |
| Wrongonyou                           | 2021NP   | |
| AKA 7even                            | 2022     | |
| Ana Mena                             | 2022     | |
| Blanco                               | 2022¹    | ¹ In duetto con Mahmood, Con la partecipazione non accreditata del pianista Michelangelo                                                                                     |
| Ditonellapiaga                       | 2022¹    | ¹ In duetto con Donatella Rettore |
| Harlem Gospel Choir                  | 2022¹    | ¹ In coppia con Achille Lauro |
| Highsnob                             | 2022¹    | ¹ In duetto con Hu |
| Hu                                   | 2022¹    | ¹ In duetto con Highsnob |
| Giovanni Truppi                      | 2022     | |
| Matteo Romano                        | 2022¹    | ¹ Accede direttamente al Festival di Sanremo nella categoria principale in seguito al terzo posto ottenuto a Sanremo Giovani 2021                                            |
| Yuman                                | 2022¹    | ¹ Accede direttamente al Festival di Sanremo nella categoria principale in seguito alla vittoria a Sanremo Giovani 2021                                                      |
| Ariete                               | 2023     | |
| Articolo 31                          | 2023     | |
| Colla Zio                            | 2023¹    | ¹ Accede direttamente al Festival di Sanremo nella categoria principale in seguito alla qualificazione da Sanremo Giovani 2022                                               |
| Gianmaria                            | 2023¹    | ¹ Accede direttamente al Festival di Sanremo nella categoria principale in seguito alla qualificazione e alla vittoria da Sanremo Giovani 2022                               |
| I Cugini di Campagna                 | 2023     | |
| Lazza                                | 2023     | |
| LDA                                  | 2023     | |
| Mara Sattei                          | 2023     | |
| Rosa Chemical                        | 2023     | |
| Shari                                | 2023¹    | ¹ Accede direttamente al Festival di Sanremo nella categoria principale in seguito alla qualificazione da Sanremo Giovani 2022                                               |
| Sethu                                | 2023¹    | ¹ Accede direttamente al Festival di Sanremo nella categoria principale in seguito alla qualificazione da Sanremo Giovani 2022. Con la partecipazione non accreditata di Jiz |
| Will                                 | 2023¹    | ¹ Accede direttamente al Festival di Sanremo nella categoria principale in seguito alla qualificazione da Sanremo Giovani 2022                                               |
| Alessandra Amoroso                   | 2024     | |
| Alfa                                 | 2024     | |
| Angelina Mango                       | 2024     | |
| BigMama                              | 2024     | |
| Bnkr44                               | 2024¹    | ¹ Accede direttamente al Festival di Sanremo nella categoria principale in seguito alla qualificazione da Sanremo Giovani 2023                                               |
| Fred De Palma                        | 2024     | |
| Gazzelle                             | 2024     | |
| Geolier                              | 2024     | |
| Ghali                                | 2024¹    | ¹ Con la partecipazione non accreditata dell'ippopotamo Rich Ciolino |
| Il Tre                               | 2024     | |
| La Sad                               | 2024     | |
| Maninni                              | 2024     | |
| Santi Francesi                       | 2024¹    | ¹ Accede direttamente al Festival di Sanremo nella categoria principale in seguito alla qualificazione da Sanremo Giovani 2023                                               |
| Alex Wyse                            | 2025NP   | |
| Brunori Sas                          | 2025     | |
| Bresh                                | 2025     | |
| Guè                                  | 2025¹    | ¹ Insieme a Shablo, Joshua e Tormento |
| Joan Thiele                          | 2025     | |
| Joshua                               | 2025¹    | ¹ Insieme a Shablo, Guè e Tormento |
| Lil Jolie                            | 2025NP¹  | ¹ In duetto con Vale LP |
| Lucio Corsi                          | 2025     | |
| Maria Tomba                          | 2025NP   | |
| Sarah Toscano                        | 2025     | |
| Settembre                            | 2025NP   | |
| Shablo                               | 2025¹    | ¹ Insieme a Guè, Joshua e Tormento |
| Tony Effe                            | 2025     | |
| Vale LP                              | 2025NP¹  | ¹ In duetto con Lil Jolie |